# Lac de Buško
Le lac de Buško (en bosnien : Buško blato) est un lac de retenue situé en Bosnie-Herzégovine, sur la rivière Cetinja, au sud du poljé de Livno (Livanjsko Polje). Il est situé près du village de Prisoje, dans une région majoritairement peuplée de croates catholiques.
Depuis 2013, il figure en même temps que le poljé de Livno parmi les zones importantes pour la conservation des oiseaux (ZICO).

## Histoire
Littéralement, Buško blato signifie le « marécage de Buško ». De fait, à l'origine, ce nom désignait une zone marécageuse, transformée en lac en 1974, après la construction d'une centrale hydroélectrique à Ruda, à la hauteur du village d'Otok, en Croatie. Cette centrale, appelée Orlovac, était le fruit d'une collaboration entre la Croatie et de la Bosnie-Herzégovine, qui faisaient alors partie de la République fédérale socialiste de Yougoslavie, elle devait produire 366 GW.

## Caractéristiques
Le lac actuel se trouve à une altitude 716 m et couvre une superficie de 55,8 km2, pour un volume total de 782 millions de mètres cubes ; par sa superficie le lac de Buško est un des plus grands lacs artificiels d'Europe. Un tiers du secteur fait administrativement partie de la municipalité de Livno, tandis que les deux tiers restants appartiennent à la municipalité de Tomislavgrad.

## Biodiversité
Sur le plan de la faune, le lac abrite de nombreuses espèces de poissons comme la carpe (Cyprinus carpio), la truite (Salmo trutta), la carpe prussienne, le chevesne (Leuciscus cephalus), ou encore Chondrostoma phoxinus, une espèce endémique de Croatie et de Bosnie-Herzégovine et qui appartient à la famille des cyrprinidés.